# Josiah Warren
Josiah Warren (AFI: /ˈwɒrən/; Boston, 26 giugno 1798 – Boston, 14 aprile 1874) è stato un filosofo, inventore, musicista e riformatore sociale statunitense.

Firma di Josiah Warren

Nato in una famiglia di origine puritana discendente dei Padri Pellegrini, da giovanissimo entrò a far parte della Old Boston Brigade Band, insieme al fratello George. Trasferitosi a Cincinnati nel 1821, svolse per qualche tempo la professione del musicista. Lo stesso anno progettò la sua prima invenzione, una lampada per bruciare il lardo, che era meno dispendiosa rispetto alle candele di sego popolari all'epoca.
Nel 1826, attirato dalle idee di Robert Owen, decise di vendere la sua fabbrica di lampade per trasferirsi con la moglie nella comunità di New Harmony. Dopo il fallimento del progetto owenista, si distaccò da Owen per iniziare una cosa sua. Il 18 maggio 1827, aprì il Cincinnati Time Store, un negozio che faceva uso delle labor notes, descritto da A documentary history of American industrial society come «il primo esperimento di economia cooperativa nella storia moderna».  Nel 1833 fondò il settimanale The Peaceful Revolutionist, per promuovere le sue idee e rispondere alla critica. Il 21 marzo 1851, insieme a Stephen Pearl Andrews, fondò la comunità di Modern Times vicino la città di New York, che gli permise di mettere in pratica le sue idee su scala più ampia.
Noto soprattutto per i contributi nel settore tipografico,  Warren inventò la prima rotativa ad alimentazione continua, che decise di non brevettare. Nel 1832 espose la sua invenzione a New York e, pochi anni dopo, la Hoe and Company  commercializzò una macchina per la stampa identica, che avrebbe rivoluzionato la stampa verso la fine del XIX secolo.
È considerato da storici anarchici come William Bailie e James J. Martin «il primo anarchico americano», nonostante Warren usasse derogativamente il termine «anarchia». La sua filosofia fondata sulla «sovranità di ogni individuo» influenzò autori come Émile Armand, Benjamin R. Tucker, Hebert Spencer e John Stuart Mill.
Le sue opere più famose sono Equitable Commerce (1846) e True Civilization (1863).

## Biografia

### Primi anni
Nato nel 1798 a Boston (Massachusetts, USA), Josiah Warren mostra sin da ragazzo un talento precoce per la musica che lo porta a entrare in tenera età nella «Old Boston Brigade Band». Sposatosi alla giovane età di 20 anni con Fanny Kisner, nel 1821 si trasferisce a Cincinnati (Ohio, USA), dove trova occupazione come insegnante di musica e orchestra. Sin da ragazzo mostra di avere un talento particolarmente versatile: è autore di numerosissime invenzioni (nel 1821 inventa una lampada a sego), tipografo e musicista, oltre ad avere una grande passione e talento per la scrittura e la filosofia.

### Owen e New Armony
Venuto a conoscenza delle idee di Robert Owen nel 1825, comincia a prender forma in lui il desiderio di fondare una colonia owenista a Cincinnati. Dopo aver contattato diversi amici per dar forma al progetto, il gruppo non riesce ad accordarsi sugli obiettivi da darsi e il proposito viene rapidamente abbandonato. A questo punto Warren decide di vendere la fabbrica di sua proprietà e con il ricavato si trasferisce a New Armony, Indiana, dove altre 900 persone stavano cercando di costruire una comunità fondata sui principi di Owen.
Quest'esperienza però ben presto fallisce e quando nel 1827 decide di far rientro a Cincinnati, Warren motiverà l'insuccesso con l'eccessiva collettivizzazione della comunità, mentre per lui l'individuo era al centro di ogni progetto. In True Civilization approfondirà la questione accusando in pratica Owen di "comunismo", anche se questo non gli impedirà di manifestare per lui e i suoi figli sempre un grande rispetto, peraltro ben esplicitato anche nel saggio The March of Mind.
A partire dal 18 maggio 1827 mette in pratica le sue idee aprendo a Cincinnati il Time Store, un negozio fondato sul «ragionevole limite del prezzo» e sull'utilizzo delle note di lavoro. Per Josiah Warren, infatti, i problemi originati del capitalismo hanno origine nella violazione del principio del costo, cioè chiunque venda un prodotto non dovrebbe chiedere più di quanto lui stesso ha speso per produrlo. Inoltre, il prezzo di un bene non dovrebbe essere determinato dalla sua utilità, ma dal principio del lavoro. Vale a dire che il prezzo è determinato dal tempo impiegato e dalle difficoltà incontrate per produrlo.

### L'anarchismo individualista
Warren è da molti ritenuto il primo di quella lunga schiera di anarchici che darà vita alla corrente nota come anarchismo individualista che vide tra le sue file Lysander Spooner, H.D.Thoreau, James L. Walker, John Henry Mackay e Benjamin Ricketson Tucker.
Fu soprattutto Benjamin Tucker, dopo averlo conosciuto durante una conferenza nel 1870, a considerarlo un "maestro", uno dei primi critici del capitalismo e dell'autoritarismo. Un uomo che, come Pierre Joseph Proudhon, scelse l'anarchismo piuttosto che il socialismo di Stato, come metodologia di opposizione rivoluzionaria e prospettiva di civiltà. Non è un caso che Tucker dedichi la sua collezione di saggi Instead of a Book, alla memoria di Warren definito «mio amico e maestro... di cui gli insegnamenti furono una prima fonte di luce», proseguendo che egli «fu il primo uomo a esporre e formulare la dottrina ormai conosciuta con il nome di anarchismo».
Fondatore nel 1833 di The Peaceful Revolutionist, considerato il primo giornale anarchico della storia, Warren è celebre per aver enunciato la formula della «sovranità dell'individuo», poi rilanciata dal celebre liberale classico John Stuart Mill, evidenziando una concezione fortemente individualistica e in strenua opposizione al movimento cooperativista di Robert Owen, di cui come abbiamo visto inizialmente fu uno dei principali seguaci.
È autore di diversi saggi, tra cui un celebre Manifesto (1842) in cui scrive:
Il manifesto prosegue sottolineando come la costituzione calpesti la dignità umana individuale in favore del governo nato da queste combinazioni menzognere. l'individuo viene ridotto a un semplice pezzo di una macchina, senza possibilità di aver realmente sotto controllo la propria vita che è invece totalmente condizionata dalle leggi a lui imposte.
In Equitable Commerce (1846), si scaglia contro coloro che applicano prezzi superiori al costo di produzione e soprattutto descrive le ragioni del prezzo di costo e dello scambio di lavoro con eguale tempo-lavoro. La diseguaglianza salariale oraria viola la pari dignità e quindi la "sovranità individuale" di ciascuno sul proprio tempo, perché toglie da chi fatica di più per dare a chi svolge attività più gratificanti.

### Utopia, Modern Times e l'ultimo periodo
Nel 1847 ha ridato vita alla comunità di Utopia, Ohio, che era stata abbandonata dopo il primo insediamento dei seguaci di Charles Fourier, dove la terra veniva distribuita individualmente a ogni membro, rifiutando quindi ogni forma di collettivizzazione.
Terminata quest'esperienza, insieme a Stephen Pearl Andrews fonda nel 1851 Modern Times, una comunità mutualistica in cui commercio equo e sovranità individuale erano le colonne portanti della vita comunitaria. Modern Times diventerà un vero e proprio paese interno nella città di Islip, a Long Island, ma la sua esperienza viene a cessare nel 1864.
Fatto rientro nella zona attorno a zona di Boston, dal 1864 al 1869 risiede a Cliftondale, Massachusetts, dove per ben due volte tenta di applicare i suoi principi mutualistici allo sviluppo della città. In seguito si trasferisce a Boston, città dove risiede sino alla sua morte.
Josiah Warren muore a Boston, in casa di un amico, il 14 aprile 1874.

## Il pensiero

### Il mutualismo

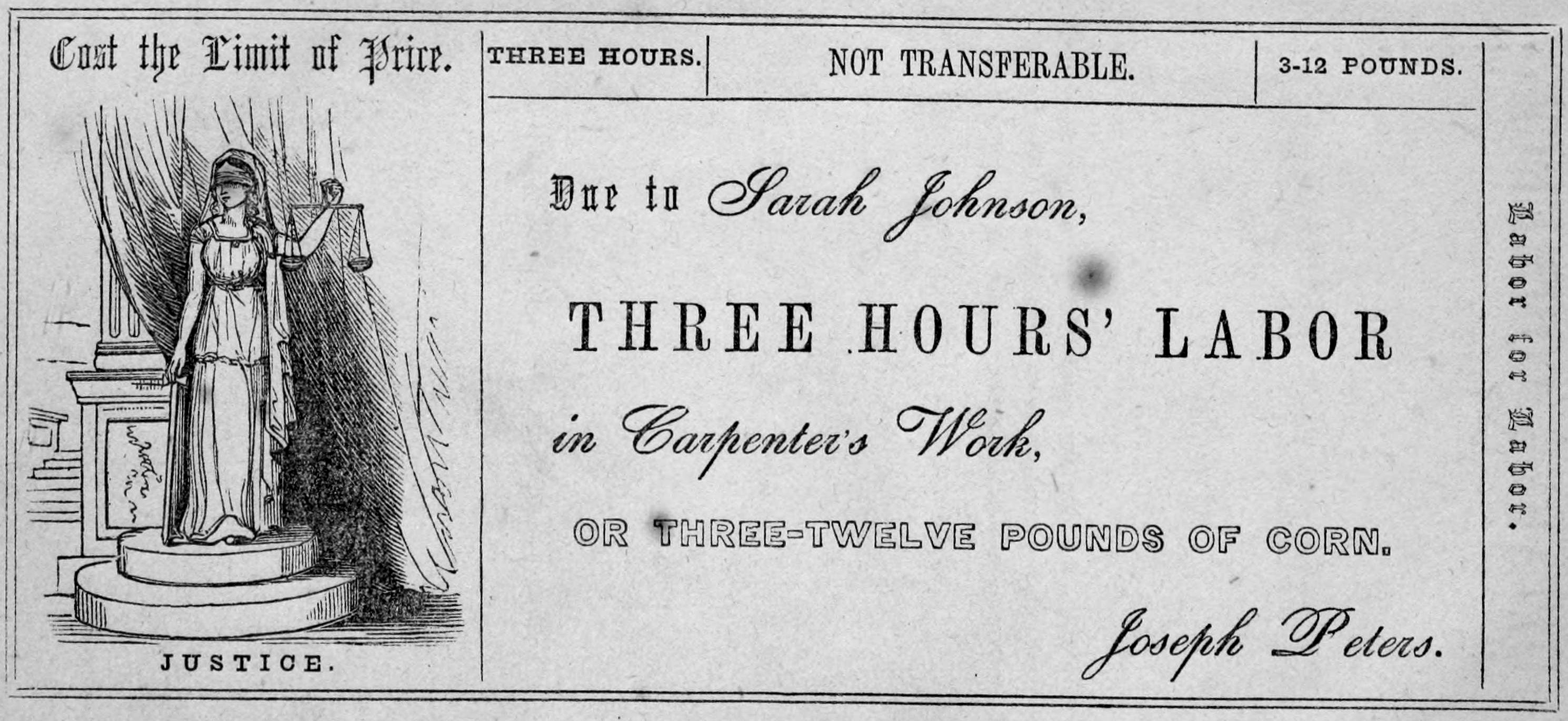
L'esempio di una nota del lavoro ("labor note") in Equitable Commerce (1846). Notare che le note del lavoro reali (usate nelle comunità intenzionali) dovevano essere compilate in alcuni punti.

Josiah Warren applicò sin dal 1827 i suoi principi mutualistici nel Cincinnati Time Store. Questo magazzino accettava "note di lavoro" ("labor notes"), la cui unità monetaria era «ora di lavoro».
In sostanza nel Cincinnati Time Store, in cui si vendevano beni d'uso quotidiano, il prodotto portava un'etichetta in cui erano segnalate il numero di ore necessarie per produrlo. Il prezzo era proporzionale al numero di ore lavorative (quindi non in base all'uso che se ne faceva), cui si aggiungeva il 4% destinato alla copertura delle spese di gestione (ancora oggi in alcune zone degli USA circolano dei buoni di lavoro orari, come moneta parallela al comune dollaro). Warren riassunse il suo pensiero con la frase: «Il costo è il limite del prezzo». Questo sistema permetteva quindi ai lavoratori di percepire l'integralità del loro lavoro.
Il Cincinnati Time Store terminò la propria esperienza nel 1830, ma solo perché Warren decise di farne di nuove. I risultati dello Store furono soddisfacenti. Successivamente, nel 1847, fondò una nuova colonia denominata Utopia, non lontano da Cincinnati, Ohio (USA). La colonia, strutturata in maniera antiautoritaria, si basava sulla proprietà privata e l'economia di mercato. Così come nella precedente esperienza, anche Utopia accetta le note di lavoro come unità di scambio. L'attività fu molto difficoltosa a causa della guerra civile in atto e per colpa dell'innalzamento dei prezzi delle terre. Malgrado tutto però Utopia continuò i propri esperimenti mutualistici fino al 1875.
Aiutato da Stephen Pearl Andrews, Josiah Warren riuscì a fondare un'altra colonia di 3 km sull'isola di Long Island, New York, USA, nel 1851, denominata Modern Times (Tempi moderni). Essa continuò la propria attività sino al 1860.
In Equitable Commerce (1846) spiega come, grazie solo al prezzo di costo trasparente e reciproco, anche l'uso di qualunque moneta corrente può essere piegato esattamente al principio mutualista dello scambio paritario di tempo-lavoro con uguale tempo-lavoro, in cui l'abolizione del profitto è l'abolizione del plusprezzo superiore al preciso costo necessario alla produzione (plusprezzo estorto al consumatore sfruttato in base al suo bisogno), ottenendo così che il salario reale del consumatore-salariato non venga mai intaccato. L'espansione del mutualismo del preciso prezzo di costo trasparente reciproco tra molti produttori delle filiere comuni tende ad abbassare molto tra loro sistematicamente prezzi e costi, imponibili e tasse, con un surplus reale comune notevole, paritario e distribuito in quanto consumatori sfruttati. Identica serie infinita di ribassi a prezzo di costo si applica razionata universalmente a tutti i consumatori finali sfruttati per tanti secoli fino a quel momento.

### L'educazione
«La potenzialità educativa è in tutte le cose che ci circondano. Se vogliamo un'educazione che qualifichi i bambini per la vita futura. L'educazione deve allora abbracciare quelle pratiche e quei principi che verranno richiesti nella vita futura. Se vogliamo che, nella vita adulta, pratichino l'equità tra di loro, dobbiamo allora circondarli di pratiche eque e trattarli in maniera equa. Se vogliamo che siano capaci di autogovernarsi nell'età adulta, devono praticare il diritto all'autogoverno già nell'infanzia. Se vogliamo che imparino a gestirsi razionalmente, consci delle conseguenze delle proprie azioni, deve essere loro consentito, nell'infanzia, di regolarsi in base alle conseguenze dei propri atti. I bambini sono innanzitutto il frutto dell'esempio. Se noi li bastoniamo, si bastoneranno tra di loro. Se osservano in noi il tentativo di dominarci l'un l'altro, imiteranno la stessa barbarie. Se invece abitualmente rispettiamo il diritto all'auto-sovranità per ognuno di noi e per loro, diventeranno altrettanto rispettosi dei propri diritti e di quelli degli altri. (Warren, Equitable Commerce, 1846)»

### Opere di Warren
- 1829, Plan of the Cincinnati Labor for Labor Store
- 1833, Articoli vari pubblicati su "The Peaceful Revolutionist"
- 1842, Manifesto
- 1846, Equitable Commerce
- 1852, Practical Details in Equitable Commerce
- 1863, True Civilization

### Opere su Warren
- Josiah Warren: The First American Anarchist, William Bailie, 1906. Libertarian Labyrinth Archive.
- Martin, James J. Men Against the State: The Expositors of Individualist Anarchism in America, 1827–1908. Colorado Springs, CO.: Ralph Myles Publishers, 1970.
- Miskelly, Matthew; and Jaime Noce. (eds) Political Theories For Students. Farmington Hills, MI: The Gale Group Inc., 2002.
- Wunderlich, Roger. Low Living and High Thinking at Modern Times, New York. Syracuse, NY: Syracuse University Press, 1992.